# Józefów (gmina Goszczyn)
Józefów – wieś sołecka w Polsce położona w województwie mazowieckim, w powiecie grójeckim, w gminie Goszczyn.
W latach 1975–1998 miejscowość należała administracyjnie do województwa radomskiego.